# Liste der Staatsoberhäupter 1898
Übersicht
◄◄ | ◄ | 1894 | 1895 | 1896 | 1897 | Liste der Staatsoberhäupter 1898 | 1899 | 1900 | 1901 | 1902 | ► | ►►

Weitere Ereignisse

## Afrika
- Ägypten (Teil des Osmanischen Reichs)
  - Khedive: Abbas II. (1892–1914)

- Äthiopien
  - Kaiser: Menelik II. (1889–1913)

- Buganda (ab 1894 britisches Protektorat)
  - Kabaka: Daudi Chwa II. (1897–1939)

- Bunyoro (ab 1896 britisches Protektorat)
  - Omukama: Kabalega (1869–1898)
  - Omukama: Kitahimbwa (1898–1902)

- Burundi
  - König: Mwezi IV. Gisabo (1850–1908)

- Liberia
  - Präsident William D. Coleman (1896–11. Dezember 1900)

- Marokko
  - Sultan: Abd al-Aziz (1873–1908)

- Ruanda
  - König: Yuhi V. (1896–1931)

- Kalifat von Sokoto
  - Kalif: 'Abdul-Rahman (1891–1902)

- Südafrikanische Republik
  - Staats- und Regierungschef: Präsident Paul Kruger (1883–1900)

- Zulu
  - König Dinizulu ka Cetshwayo (1884–1913)

## Amerika

### Nordamerika
- Kanada
  - Staatsoberhaupt: Königin: Victoria (1867–1901)
    - Generalgouverneur:
      - John Campbell Hamilton-Gordon, 7. Earl of Aberdeen (1893–1898)
      - Gilbert Elliot-Murray-Kynynmound, 4. Earl of Minto (1898–1904)

  - Regierungschef: Premierminister: Wilfrid Laurier (1896–1911)

- Mexiko
  - Staats- und Regierungschef: Präsident: Porfirio Díaz (1876, 1877–1880, 1884–1911)

- Vereinigte Staaten von Amerika
  - Staats- und Regierungschef: Präsident: William McKinley (1897–1901)

### Mittelamerika
- Costa Rica
  - Staats- und Regierungschef: Präsident Rafael Yglesias Castro (1894–1902)

- Dominikanische Republik
  - Staats- und Regierungschef: Präsident: Ulises Heureaux (1882–1884, 1887–1889, 1889–1899)

- El Salvador
  - Staats- und Regierungschef:
    - Präsident Rafael Antonio Gutiérrez (1894–13. November 1898)
    - Präsident Tomás Regalado (14. November 1898–1903)

- Guatemala
  - Staats- und Regierungschef:
    - Präsident José María Reina Barrios (1892–8. Februar 1898)
    - Präsident Manuel Estrada Cabrera (31. August 1898–1920)

- Haiti
  - Staats- und Regierungschef: Präsident Tirésias Simon-Sam (1896–1902)

- Honduras
  - Staats- und Regierungschef: Präsident: Policarpo Bonilla (1894–1899)

- Nicaragua
  - Staats- und Regierungschef: Präsident José Santos Zelaya (1893–1909)

### Südamerika
- Argentinien
  - Staats- und Regierungschef:
    - Präsident: José Evaristo Uriburu (23. Januar 1895–12. Oktober 1898)
    - Präsident: Julio Argentino Roca (1880–1886, 12. Oktober 1898–1904)

- Bolivien
  - Staats- und Regierungschef: Präsident: Severo Fernández (1896–1899)

- Brasilien
  - Staats- und Regierungschef:
    - Präsident: Prudente de Morais (1894–15. November 1898)
    - Präsident: Campos Sales (15. November 1898–1902)

- Chile
  - Staats- und Regierungschef: Präsident: Federico Errázuriz Echaurren (1896–1901)

- Ecuador
  - Staats- und Regierungschef: Präsident Eloy Alfaro (1895–1901)

- Kolumbien
  - Staats- und Regierungschef:
    - Präsident Miguel Antonio Caro (1894–1898)
    - Präsident Manuel Antonio Sanclemente (1898–1900)

- Paraguay
  - Staats- und Regierungschef:
    - Präsident Juan Bautista Egusquiza (1894–25. November 1898)
    - Präsident Emilio Aceval (25. November 1898–1902)

- Peru
  - Staats- und Regierungschef: Präsident: Nicolás de Piérola (1879–1881, 1895–1899)

- Uruguay
  - Staats- und Regierungschef: (amtierend) Senatspräsident Juan Lindolfo Cuestas (1897–1899, ab 10. Februar als provisorischer Präsident)

- Venezuela
  - Staats- und Regierungschef:
    - Präsident Joaquín Crespo (1892–1898)
    - Präsident Ignacio Andrade (1898–1899)

## Australien und Ozeanien
- Australien:
  - Staatsoberhaupt: Königin Victoria
  - New South Wales
    - Gouverneur: Henry Brand, 2. Viscount Hampden (1895–1899)
    - Premierminister: George Reid (1894–1899)

  - Queensland
    - Gouverneur: Charles Cochrane-Baillie, 2. Baron Lamington (1896–1901)
    - Premierminister:
      - Hugh Nelson (1893 bis 13. April 1898)
      - Thomas Joseph Byrnes (13. April bis 27. September 1898)
      - James Robert Dickson (1. Oktober 1898 bis 1899)

  - South Australia
    - Gouverneur: Sir Thomas Buxton, 3. Baronet (1895–1899)
    - Premierminister: Charles Kingston (1893–1899)

  - Tasmanien
    - Gouverneur: Jenico Preston, 14. Viscount Gormanston (1893–1900)
    - Premierminister: Sir Edward Braddon (1894–1899)

  - Victoria
    - Gouverneur: Thomas Brassey, 1. Baron Brassey (1895–1900)
    - Premierminister: George Turner (1894–1899)

  - Western Australia
    - Gouverneur: Sir Gerard Smith (1895–1901)
    - Premierminister: Sir John Forrest (1890–1901)

- Hawaii
  - Staatsoberhaupt: Präsident Sanford Dole (1894–1900)

- Neuseeland
  - Staatsoberhaupt: Königin Victoria
  - Gouverneur: Uchter Knox, 5. Earl of Ranfurly (1897–1904)
  - Regierungschef: Premierminister: Richard Seddon (1893–1906)

- Tonga
  - Staatsoberhaupt: König George Tupou II. (1893–1918)

## Asien
- Abu Dhabi
  - Staatsoberhaupt: Emir Zayed I. (1855–1909)

- Adschman
  - Scheich: Humaid II. (1891–1900)

- Afghanistan
  - Staatsoberhaupt: Emir Abdur Rahman Khan (1880–1901)

- Bahrain
  - Staatsoberhaupt: Emir Isa I. (1869–1932)

- China (Qing-Dynastie)
  - Herrscher: Kaiser Guangxu (1875–1908)

- Britisch-Indien
  - Staatsoberhaupt: Kaiserin Victoria (1877–1901)
  - Vizekönig: Victor Bruce (1894–1899)

- Japan
  - Staatsoberhaupt: Kaiser: Mutsuhito (1867–1912)
  - Regierungschef:
    - Premierminister Matsukata Masayoshi (1891–1892, 1896–12. Januar 1898)
    - Premierminister Itō Hirobumi (12. Januar 1898–30. Juni 1898)
    - Premierminister Ōkuma Shigenobu (1885–1888, 1892–1896 30. Juni 1898–8. November 1898)
    - Premierminister Yamagata Aritomo (1898–1900)

- Korea
  - Herrscher: Kaiser Gojong (1897–1907)

- Kuwait
  - Staatsoberhaupt: Emir Mubarak (1896–1915)

- Nepal
  - Staatsoberhaupt: König Prithvi (1881–1911)
  - Regierungschef: Ministerpräsident Bir Shamsher Jang Bahadur Rana (1885–1901)

- Oman
  - Staatsoberhaupt: Sultan Faisal ibn Turki (1888–1913)

- Persien (Kadscharen-Dynastie)
  - Staatsoberhaupt: Schah: Mozaffar ad-Din Schah (1896–1907)

- Thailand
  - Staatsoberhaupt: König: Chulalongkorn (1868–1910)

## Europa
- Andorra
  - Co-Fürsten:
    - Staatspräsident von Frankreich: Félix Faure (1895–1899)
    - Bischof von Urgell: Salvador Casañas i Pagès (1879–1901)

- Belgien
  - Staatsoberhaupt: König Leopold II. (1865–1909)
  - Regierungschef: Ministerpräsident Paul de Smet de Naeyer (1896–1899, 1899–1907)

- Bulgarien
  - Fürst: Ferdinand I. (1887–1918) (ab 1908 Zar)

- Dänemark
  - Staatsoberhaupt: König: Christian IX. (1863–1906)
  - Regierungschef: Ministerpräsident Hugo Egmont Hørring (1897–1900)

- Deutsches Reich
  - Kaiser: Wilhelm II. (1888–1918)
    - Reichskanzler: Chlodwig Fürst zu Hohenlohe-Schillingsfürst (1894–1900)

  - Anhalt
    - Herzog: Friedrich I. (1871–1904)
      - Staatsminister: Kurt von Koseritz (1892–1902)

  - Baden
    - Großherzog: Friedrich I. (1856–1907)
      - Staatsminister: Wilhelm Nokk (1893–1901)

  - Bayern
    - König: Otto I. (1886–1913)
      - Regent: Prinzregent Luitpold (1886–1912)
        - Vorsitzender im Ministerrat: Friedrich Krafft Graf von Crailsheim (1890–1903)

  - Braunschweig
    - Regent: Prinz Albrecht von Preußen (1885–1906)

  - Bremen
    - Bürgermeister: Alfred Dominicus Pauli (1891, 1896, 1898, 1903, 1905, 1908, 1910)

  - Reichsland Elsaß-Lothringen
    - Kaiserlicher Statthalter: Hermann Fürst zu Hohenlohe-Langenburg (1894–1907)
    - Staatssekretär des Ministeriums für Elsaß-Lothringen: Maximilian von Puttkamer (1887–1901)

  - Hamburg
    - Erster Bürgermeister: Johannes Christian Eugen Lehmann (1895, 1898, 1900)

  - Hessen-Darmstadt
    - Großherzog: Ernst Ludwig (1892–1918)
      - Präsident des Gesamtministeriums: Jakob Finger (1884–1898)
      - Präsident des Gesamtministeriums: Carl Rothe (1898–1906)

  - Lippe
    - Fürst: Alexander (1895–1905)
      - Regent: Ernst Graf zu Lippe-Biesterfeld (1897–1904)

  - Lübeck
    - Bürgermeister: Wilhelm Brehmer (1897–1898, 1901–1902)

  - Mecklenburg-Schwerin
    - Großherzog: Friedrich Franz IV. (1897–1918) (bis 1901 unter Vormundschaft)
      - Regent: Johann Albrecht (1897–1901)
        - Präsident des Staatsministeriums: Alexander von Bülow (1886–1901)

  - Mecklenburg-Strelitz
    - Großherzog: Friedrich Wilhelm (1860–1904)
      - Staatsminister: Friedrich von Dewitz (1885–1907)

  - Oldenburg
    - Großherzog: Nikolaus Friedrich Peter (1853–1900)
      - Staatsminister: Günther Jansen (1890–1900)

  - Preußen
    - König: Wilhelm II. (1888–1918)
      - Ministerpräsident: Chlodwig Fürst zu Hohenlohe-Schillingsfürst (1894–1900)

  - Reuß ältere Linie
    - Fürst: Heinrich XXII. (1859–1902)

  - Reuß jüngere Linie
    - Fürst: Heinrich XIV. (1867–1913)

  - Sachsen
    - König: Albert (1873–1902)
      - Vorsitzender des Gesamtministeriums: Heinrich Rudolf Schurig (1895–1901)

  - Sachsen-Altenburg
    - Herzog: Ernst I. (1853–1908)

  - Sachsen-Coburg und Gotha
    - Herzog: Alfred (1893–1900)
      - Staatsminister: Karl Friedrich von Strenge (1891–1900)

  - Herzogtum Sachsen-Meiningen
    - Herzog: Georg II. (1866–1914)

  - Sachsen-Weimar-Eisenach
    - Großherzog: Carl Alexander (1853–1901)

  - Schaumburg-Lippe
    - Fürst: Georg (1893–1911)
      - Staatsminister: Friedrich von Feilitzsch (1898–1918)

  - Schwarzburg-Rudolstadt
    - Fürst: Günther Victor (1890–1918)

  - Schwarzburg-Sondershausen
    - Fürst: Karl Günther (1880–1909)

  - Waldeck und Pyrmont (seit 1968 durch Preußen verwaltet)
    - Fürst: Friedrich (1893–1918)
    - Preußischer Landesdirektor: Johannes von Saldern (1886–1907)

  - Württemberg
    - König: Wilhelm II. (1891–1918)
      - Präsident des Staatsministeriums: Hermann von Mittnacht (1876–1900)

- Frankreich
  - Staatsoberhaupt: Präsident: Félix Faure (1895–1899)
  - Regierungschef:
    - Präsident des Ministerrates Félix Jules Méline (1896–28. Juni 1898)
    - Präsident des Ministerrates Henry Brisson (1885–1886, 28. Juni 1898–1. November 1898)
    - Präsident des Ministerrates Charles Depuy (1893, 1894–1895, 1. November 1898–1899)

- Griechenland
  - Staatsoberhaupt: König: Georg I. (1863–1913)
  - Regierungschef: Ministerpräsident Alexandros Zaimis (1897–1899, 1901–1902, 1915, 1916, 1917, 1926–1928) (1929–1935 Präsident)

- Italien
  - Staatsoberhaupt: König: Umberto I. (1878–1900)
  - Regierungschef:
    - Ministerpräsident Antonio Starabba di Rudinì (1891–1892, 1896–29. Juni 1898)
    - Ministerpräsident Luigi Pelloux (29. Juni 1898–1900)

- Liechtenstein
  - Staats- und Regierungschef: Fürst Johann II. (1858–1929)

- Luxemburg
  - Staatsoberhaupt: Großherzog: Adolf I. (1890–1905) (1839–1866 Herzog von Nassau)
  - Regierungschef: Premierminister Paul Eyschen (1888–1915)

- Monaco
  - Staats- und Regierungschef: Fürst: Albert I. (1889–1922)

- Montenegro
  - Staatsoberhaupt: Fürst Nikola I. Petrović Njegoš (1860–1918) (ab 1910 König)

- Neutral-Moresnet
  - König von Belgien: Leopold II. (1865–1909)
  - König von Preußen: Wilhelm II. (1888–1918)

- Niederlande
  - Staatsoberhaupt: Königin: Wilhelmina (1890–1948)
  - Regierungschef: Ministerpräsident Nicolaas Pierson (1897–1901)

- Norwegen (1814–1905 Personalunion mit Schweden)
  - Staatsoberhaupt: König: Oskar II. (1872–1905)
  - Regierungschef:
    - Ministerpräsident Francis Hagerup (1895–1898)
    - Ministerpräsident Johannes Steen (1891–1893, 1898–1902)

- Osmanisches Reich:
  - Staatsoberhaupt: Sultan: Abdülhamid II. (1876–1909)
  - Regierungschef: Großwesir Halil Rıfat Pascha (1895–1901)

- Österreich-Ungarn
  - Kaiser: Franz Joseph I. (1848–1916)

- Portugal
  - Staatsoberhaupt: König Karl I. (1889–1908)
  - Regierungschef: Ministerpräsident José Luciano de Castro (1886–1890, 1897–26. Juli 1900, 1904–1906)

- Rumänien
  - Staatsoberhaupt: König Karl I. (1866–1914) (bis 1881 Fürst)
  - Regierungschef: Ministerpräsident Dimitrie Sturdza (1895–1896, 1897–1899, 1901–1905, 1907–1909)

- Russland
  - Kaiser: Nikolaus II. (1894–1917)

- Schweden
  - Staatsoberhaupt: König: Oskar II. (1872–1907) (1872–1905 König von Norwegen)
  - Regierungschef:
    - Ministerpräsident Erik Gustaf Boström (1891–12. September 1900, 1902–1905)

- Schweiz[1]
  - Bundespräsident: Walter Hauser (1892, 1900)
  - Bundesrat:
    - Adolf Deucher (1883–1912)
    - Walter Hauser (1889–1902)
    - Josef Zemp (1892–1908)
    - Eduard Müller (1895–1919)
    - Ernst Brenner (1897–1911)
    - Robert Comtesse (1. Januar 1900–1912)
    - Marc-Emile Ruchet (1. Januar 1900–1912)

- Serbien
  - Staatsoberhaupt: König: Aleksandar Obrenović (1889–1903)
  - Regierungschef: Ministerpräsident Vladan Đorđević (1897–24. Juli 1900)

- Spanien
  - Staatsoberhaupt: König: Alfons XIII. (1886–1941)
  - Regentin: Maria Christina (1885–1902)
  - Regierungschef:
    - Ministerpräsident Práxedes Mateo Sagasta (1872–1872, 1874, 1881–1883, 1885–1890, 1892–1895, 1897–1899)

- Ungarn
  - Staatsoberhaupt: König Franz Joseph I. (1848–1916) (1848–1916 König von Böhmen, 1848–1916 Kaiser von Österreich)

- Vereinigtes Königreich
  - Staatsoberhaupt: Königin Victoria (1837–1901) (1877–1901 Kaiserin von Indien)
  - Regierungschef: Premierminister Robert Gascoyne-Cecil, 3. Marquess of Salisbury (1885–1886, 1886–1892, 1895–1902)